# ليان سميث
ليان سميث (بالإنجليزية: Leanne Smith)‏ هي متزحلقة أمريكية، ولدت في 28 مايو 1987 في نورث كونواي في الولايات المتحدة.

## وصلات خارجية
- ليان سميث على موقع الاتحاد الدولي للتزلج (التزلج على المنحدرات الثلجية) (الإنجليزية)
- ليان سميث على موقع اللجنة الأولمبية الدولية (الإنجليزية)
- ليان سميث على موقع أوليمبيديا (الإنجليزية)
- ليان سميث على موقع اللجنة الأولمبية والبارالمبية الأمريكية (الإنجليزية)